# Ladislav Čepčianský
Ladislav Čepčianský (* 2. Februar 1931 in Nitrianska Streda; † 2. Oktober 2021 in Bratislava) war ein tschechoslowakischer Kanute.
Ladislav Čepčianský belegte bei den Olympischen Sommerspielen 1956 in Melbourne im K1 über 1000 m und im K1 über 10.000 m jeweils den sechsten Platz. Zwei Jahre später gewann er bei den Kanurennsport-Weltmeisterschaften Silber im K1 über 10.000 m. Bei den Olympischen Sommerspielen 1960 in Rom startete er im K1 über 1000 m sowie in der 4 × 500 m Kajak-Staffel. Darüber hinaus gewann Čepčianský 19 tschechoslowakische Meistertitel.